# Pucuk (Dawar Blandong)
Pucuk is een bestuurslaag in het regentschap Mojokerto van de provincie Oost-Java, Indonesië. Pucuk telt 3269 inwoners (volkstelling 2010).